# История на Дупница
Дупница е съвременен град в България, но в района му е документиран културен и социален живот още отпреди древността.

## Древност и Средновековие
Селища на територията на Дупница съществуват от времето на късната каменна епоха и древността. В околностите на града в древността се намира тракийският град Германея.
През Средновековието името на града е Тобиница, но се срещат и вариантите Доупла, Дъбница, Дупница и Гюмоаш дере (Сребърна река). Селището се споменава често заради намиращия се в околността Рилски манастир. Местността Разметаница е близо до Дупница, където според Йоан Скилица и съвременни изследователи цар Самуил убива брат си Арон. Съществувал е мост, който започвал от Драгойната крепост (в местността Кръста) и завършвал от другата страна на река Джерман в планината (близо до Ловния дом).
През Средновековието Дупница е част от Първото и второто български царства и за кратко от Душановото Сръбско царство. След разгрома на Велбъждското деспотство Дупница е присъединена към Османска империя.

## Османска империя
През 1806 година френския пътешественик Луи Дьо Заманя в своя „Дневник за пътуването ми до Константинопол“ за Дупница пише: 
| „ | 6 левги от Кюстендил до Дупница, където пристигнахме в 2 часа вечерта... Зерма [Джерман], другата река, тече също от ляво надясно в Дупнишката долина. Преминава се на половин левга от този град [Дупница] по каменен мост със седем свода, но доста разнебитен. После отново се минава по нея [т.е. реката] в същия град по каменен мост... Дупница трябва да има 5—6000 души население. Бяхме задържани там през останалата част от деня поради липса на коне. С пристигането ни отведоха в къщата на управителя, която същевременно е пощенска станция. | “ |

Граф Антоан-Франсоа Андреоси през 1812 година посещава Дупница и я описва в „Описание на пътя от Костеница до Константинопол“: 
| „ | ... седалище на един военачалник узурпатор... Този град е разположен в най-тясната част на долината. Населен е с 6000 жители, околностите му са засадени най-вече с лозя. На една левга на юг от този град се виждат планини, чиито върхове задържат сняг през цялата година. | “ |

В 1838 година Ами Буе посещава също Дупница и пише в „La Turquie d'Europe; observations sur la geographie, la géologie, l'histoire naturelle (1840)“:
| „ | Дубница, на 1725 фута височина и на 7 часа от Самоков, е открит български и турски град с около 2000 къщи, или 7000 до 8000 души. Тя е твърде дълга, но много тясна, понеже е разположена в неширока долина, напоявана от потока Царина (тур. Джерина), (Джерма на г. Викенел), който се спуска от височините зад Гибран-Хан. При западния вход на града има една уединена и порутена сграда, която служи за порта и в първия ѝ етаж е стражата. Има много малки джамии и пред две от тях има чешми, обградени с беседки и пейки. Базар няма, но дюкяните са доста. Улиците са лошо настлани и когато не е валяло, остават дълго време мръсни. Войводата има конак, доста обширен, близо до Царина. На северозапад от града се издигат хълмчета с лозя, които украсяват и подножието на Рило-Даг, но останалата околност на града се състои от скалисти, безплодни хълмове, обрасли с тръни. Войводата на Дубница ни се стори млад човек, не твърде достоен да заема това място, но кадията, изглежда, управляваше отчасти и вместо него. Навсякъде ни говореха за лошото му управление. Оплакваха се от грабителства, дори от жестокости и преди всичко от липсата на обществена сигурност... | “ |

На 8 февруари 1878 година по време на Руско-турската война (1877 – 1878) руски войски освобождават Дупница, а след Берлинския договор града попада в границите на Княжество България.

## Независима България
След освобождението на България Дупнишка околия е гранична зона с Османската империя, като граничният пункт за преминаване е бил на моста в село Бараково. Първият кмет е Величко Хаджиангелов. Константин Иречек посещава града и отбелязва: 
| „ | Влязохме в града Дупница. Цялата поселица собствено не е друго нещо, освен предълга улица, която със своите 1619 къщи и 7487 жители се вие близо 45 минути между виски рудини покрай криволичещото Джерманско корито. Дървени къщи се редят по двата бряга, като често са съединени с многобройни мостовци и препречени греди. | “ |

Гоце Делчев прави пограничен пункт в Дупница за въоръжените чети на Вътрешната македоно-одринска революционна организация за време на революционните борби на македонските българи, дълго време ръководен от Никола Малешевски. След потушаването на Илинденско-Преображенското въстание в града се установяват много бежанци от Македония. През 1904 г. в града е създадена и е дислоциран щабът на Седма Рилска дивизия, като е построена и една от най-старите военни болници в България.
При избухването на Балканската война през 1912 година седемдесет и трима души от града са доброволци в Македоно-одринското опълчение. като дупнишкият окръг е именуван Седма пехотна рилска дивизия. След края на Първата световна война изборите за кмет на Дупница на 3 октомври 1920 г. се печелят от БРСДП (т.с.) за кмет е избран Коста Петров. Управлението на БКП налага подоходни данъци, въвежда необлагаем минимум, започва строеж на сиропиталище и болница, открива общински работилници. Правителството се опитва да противодейства на тези мерки. На изборите на 11 февруари 1923 всички останали партии се обединяват срещу БКП и тя губи изборите. На 21 февруари 1923 година кметът е убит от Харалампи Златанов, член на ВМРО. Настъпва криза в градската управа и до Деветнадесетомайския преврат от 1934 година градът се управлява предимно от назначаван Временен управителен съвет.
По време на Втората световна война Дупница е бомбардирана от съюзниците. На 4 януари 1944 г. 108 американски Б-17 трябва да бомбардират София, но поради гъстата мъгла са отклонени. 40 бомбардировачи хвърлят 150 бомби над Дупница. Разрушени са 40 сгради.
Непосредствено след Деветосептемврийския преврат през 1944 година партизани нападат местния полицейски участък и в последвалата престрелка се стига до жертви и от двете страни.
През 1948 година градът е преименуван на Станке Димитров, едноименния комунистически деец, през 1949 – на Марек, а през 1950 отново става Станке Димитров.
След 1989 година града си връща старото име Дупница. Между 29 януари – 4 февруари 1997 година чрез Дупнишките барикади, част от протестите срещу правителството на БСП и Жан Виденов, са блокирани всички пътища от и за Югозападна България, което допринася за скорошното падане от власт на правителството. В следващите години градът печели лоша слава като един от мафиотските центрове в България.